# دافني

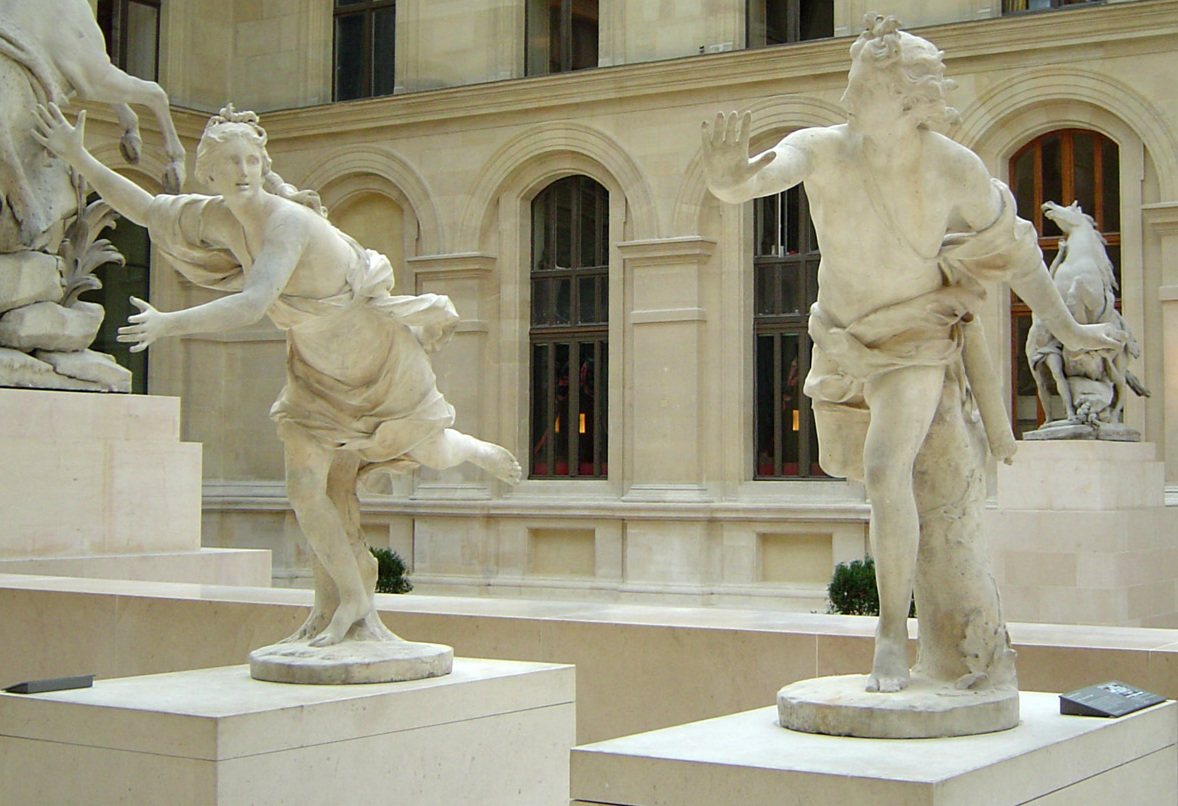
منحوتتان تبينان هروب دَفنة من أبولو

دَفنة أو دافني (باليونانية القديمة: Δάφνη، والتي تعني "شجرة الغار") بحسب الأساطير الإغريقية، هي إحدى حوريات المياه العذبة (نايدات)، والتي كانت ابنة كل من بينيوس وكريوسا، أو لادون. كانت دَفنة تخرج مع مجموعة من الحوريات والكلاب للصيد، مما أعجب آرتميس، فمنحتها القدرة على إصابة أهدافها بشكل مباشر.
عشق أبولو دَفنة وكان يطاردها باستمرار، بينما كانت تعزف عنه وتبحث عن شتى الوسائل للهرب منه، وسبب ذلك هو أن إيروس قد أطلق سهمين تجاه أبولو ودَفنة انتقامًا من أبولو الذي سخر من قدراته على الرماية، بحيث كانت الأولى ذهبية، لتجعل أبولو يعشق دَفنة بجنون، والثانية رصاصية (مصنوعة من الرصاص)، مما أدى إلى كراهية دَفنة له وعزوفها عنه.
في النهاية، توسلت دَفنة للآلهة كي تخرجها من المأزق الذي كانت توجد فيه، فحولتها غايا إلى شجرة غار. ولهذا السبب، كانت شجرة الغار مقدسة عند أبولو .
يُعتقد في روايات أخرى أن أبولو مَن قام بتحويلها إلى شجرة غار، استنادًا إلى قوله: 
```
بما أنكِ لا تستطيعي أن تكوني عروستي، فلا بد أن تكوني شجرتي! يا لوريل، سيُكلل شعري بكِ، وسيُزين قيثارتي، وسيُزين جعبتي. سترافقين القادة الرومان عندما تُعلن أصوات الفرح انتصارهم، ويشهد الكابيتول مواكبهم الطويلة. ستقفين أمام عتبات أغسطس، حارسةً وفيةً، وتسهرين على تاج شجرة البلوط بينهما. وكما أن شعري غير المقصوص يبقى شابًا دائمًا، سترتدين أنتِ أيضًا جمال أوراق الشجر الخالدة.
```

## معرض صور

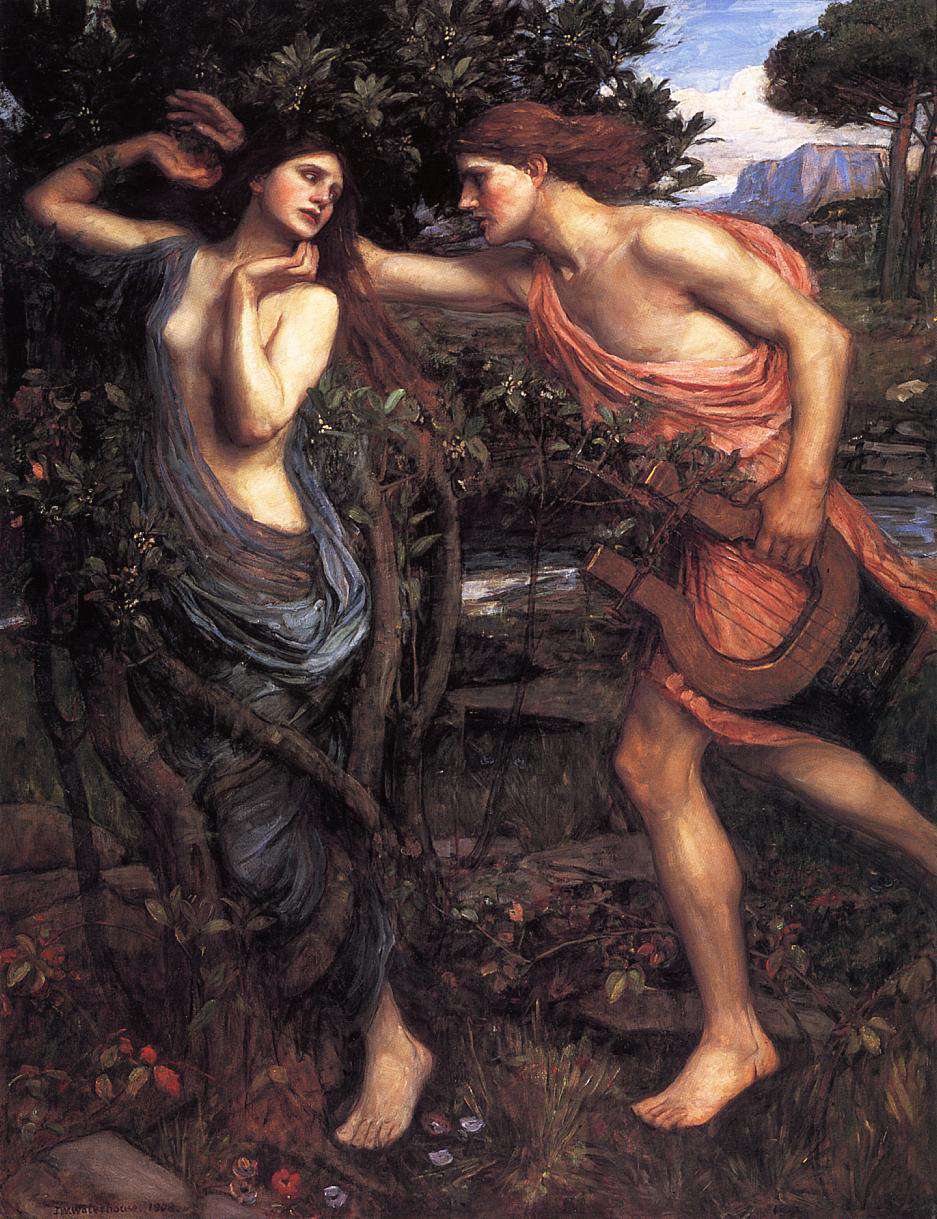
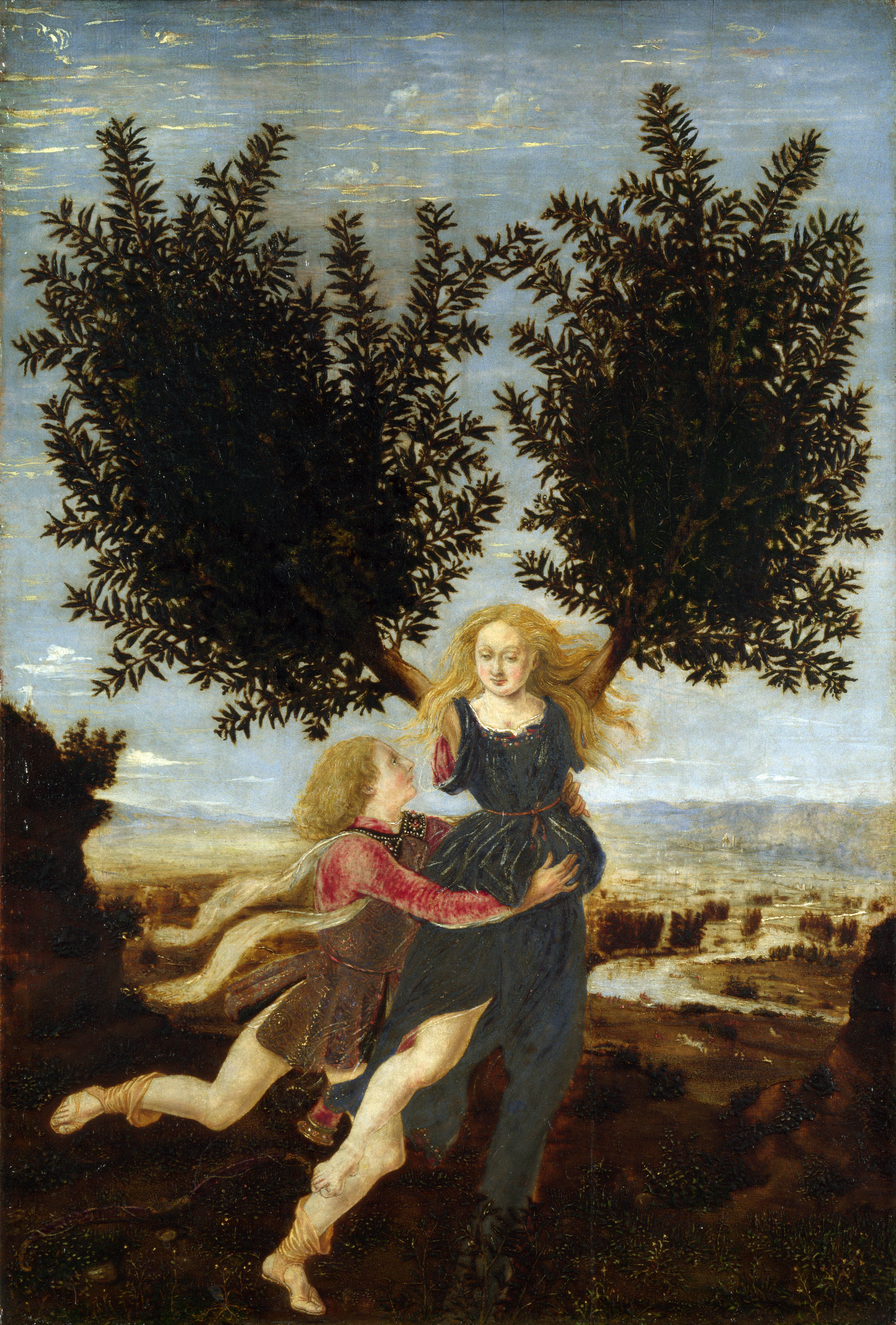
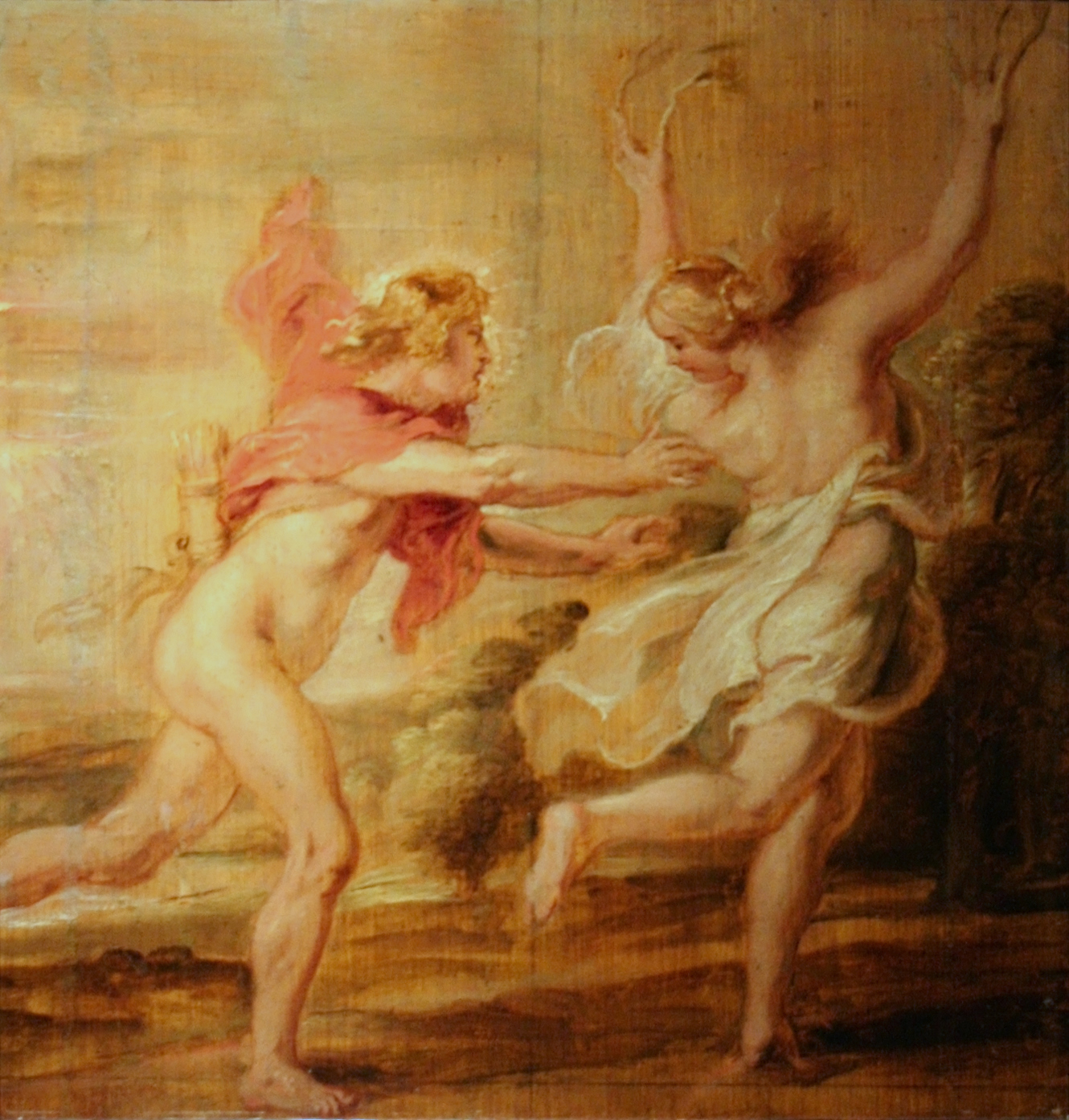
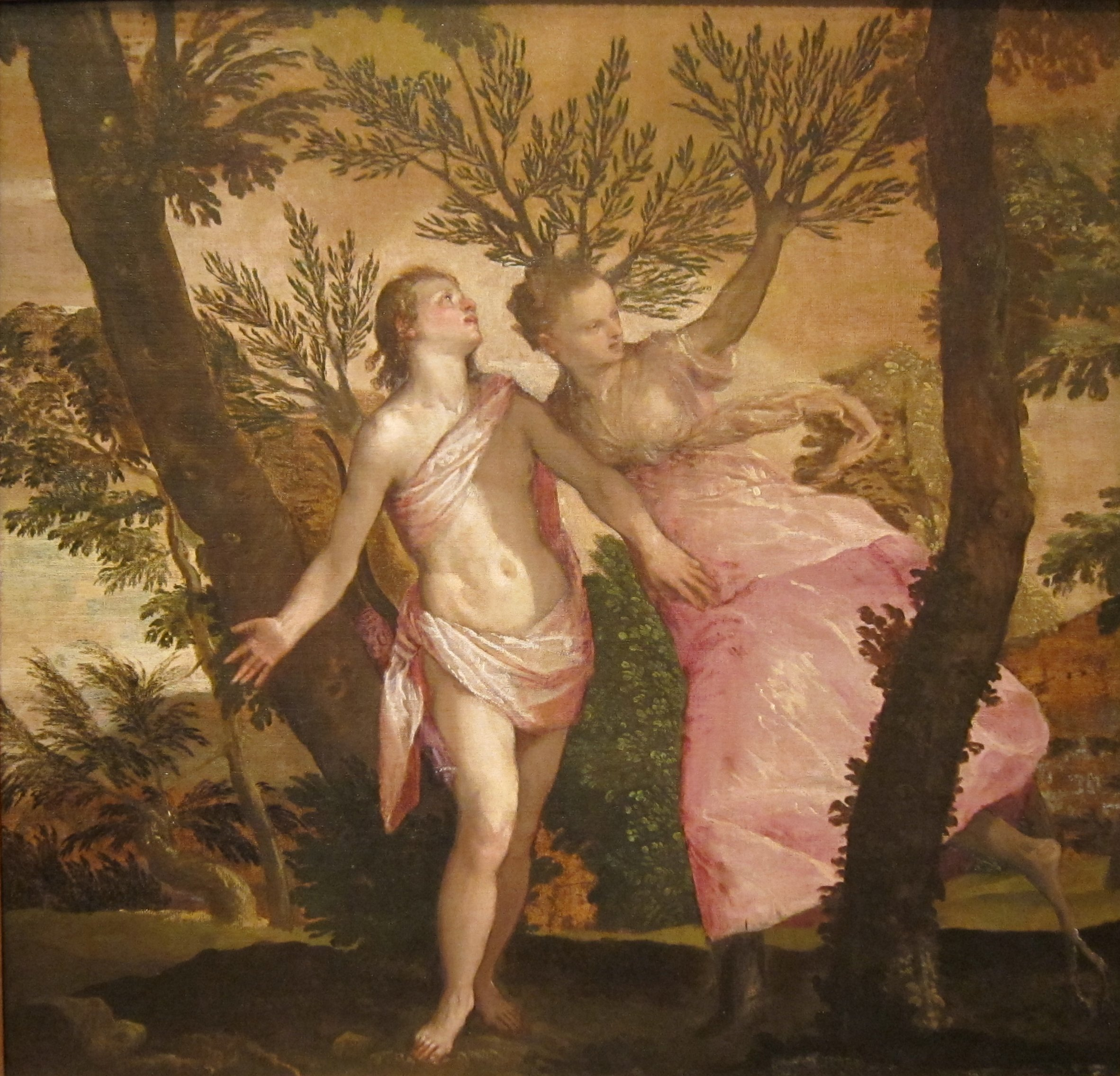